# Оскар фон Смит
Оскар Фридрихович (Фьодорович) фон Смит  (на руски: Оскар Фридрихович (Феодоровович) фон Смитт) е подпоручик от лейб-гвардейски Егерски полк, участник в Руско-турската война (1877 – 1878) и битката при Телиш.

## Биография
Оскар фон Смит се ориентира към военната кариера. Завършва Императорския Пажския корпус - престижно военно училище в Санкт Петербург. На 10 август 1875 г. като прапоршчик постъпва в Лейбгвардейски Егерски полк. Участва в Руско-турската война (1877 – 1878) като младши офицер с чин подпоручик. Тежко е ранен на 12/24 октомври 1877 г. при атаката на турските редути в битката при Телиш.

## Памет
- Подпоручик фон Смит умира от раните на 15/27 октомври във военната болница в село Бохот, където е погребан. Днес местоположението на гробът му остава неизвестно.[3]

- Името на Оскар фон Смит е изписано върху Черния паметник при Телиш заедно с имената на другите загинали офицери.